# Goyboulag (Chéki)
Goyboulag est un village de la région de Şəki en Azerbaïdjan.

## Géographie
Le village de Goyboulag de la région de Şəki est situé dans la circonscription administrative du village Djafarabad.

## Économie
La principale occupation de la population du village est l'agriculture et l'élevage.

## Population
Selon les statistiques de 2009, la population du village est de 730 personnes.